# Charops breviceps
Charops breviceps är en stekelart som beskrevs av Joseph Kriechbaumer 1884. Charops breviceps ingår i släktet Charops och familjen brokparasitsteklar. Inga underarter finns listade i Catalogue of Life.